# Reina Regente (1910)
El Reina Regente fue un crucero protegido de la Armada Española, único de su clase, siendo el segundo buque con este nombre tras el hundimiento accidental del primer crucero protegido Reina Regente en 1895 cerca de Cádiz. Tuvo un período de construcción muy largo, se inició en 1897, se botó en 1906 y finalmente entró en servicio en 1910. El último crucero construido en España durante casi veinte años, estaba armado con una batería de diez cañones de 15 cm (5,9 pulgadas) y era capaz de alcanzar una velocidad máxima de 20 nudos (37 km/h; 23 mph). 
La carrera del Reina Regente transcurrió sin incidentes, como resultado de los limitados presupuestos navales y la neutralidad de España durante la Primera Guerra Mundial. A los pocos años de entrar en servicio empezó a experimentar problemas con la maquinaria de propulsión que lo lastraron el resto de su vida operativa. A principios de la década de 1920, se empleó como buque escuela hasta que fue dado de baja en 1926 y vendido para desguace en 1929.

## Diseño

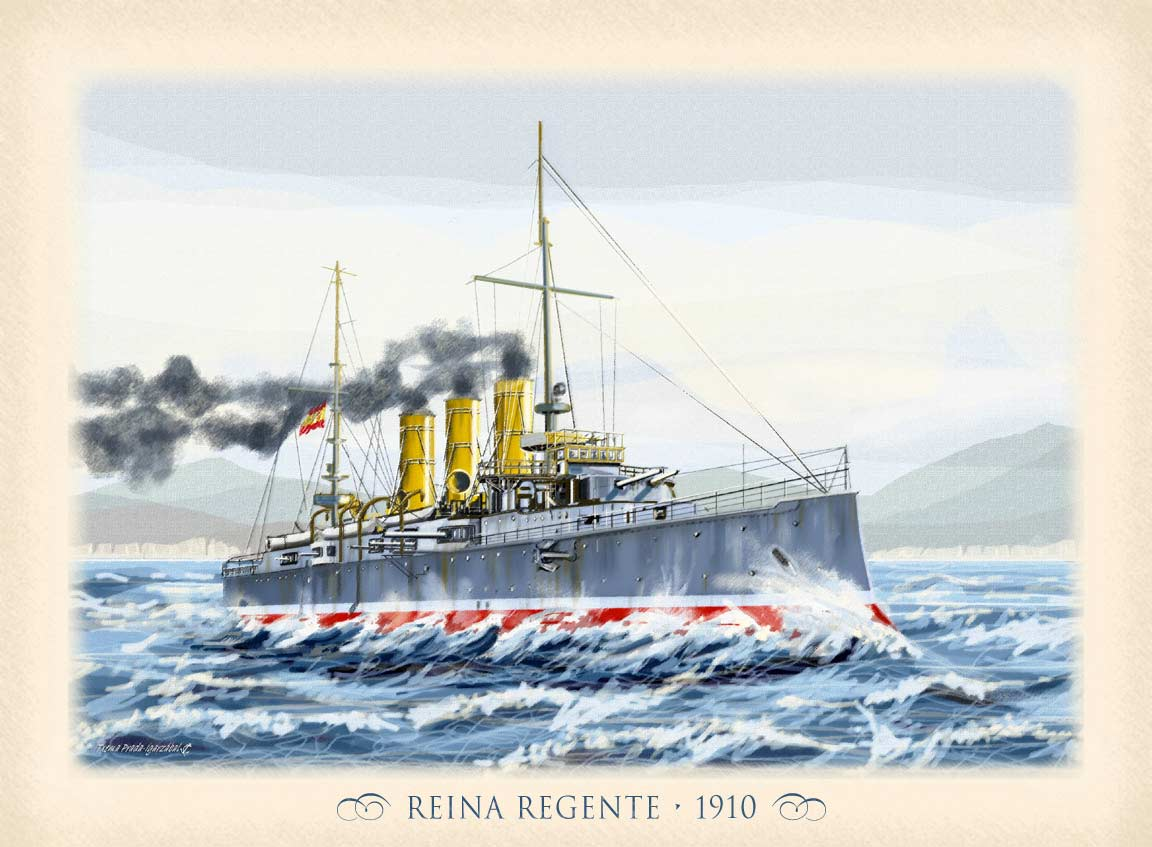
Dibujo del crucero navegando.

Se planificó su construcción en 1896, pocos meses después del hundimiento del primer Reina Regente, sin embargo una serie de retrasos por motivos económicos, materiales y administrativos hicieron que su botadura fuera en 1906 y su entrada en servicio en 1910. 
El Reina Regente tenía 102,71 metros (337,0 pies) de largo y tenía una manga de 16,12 m (52,9 pies) y un calado de 6,06 m (19,9 pies). Desplazó 5.287 toneladas métricas (5.203 toneladas largas). Impulsado por un par de motores de vapor de triple expansión con una potencia nominal de 15 000 caballos de fuerza indicados (11 000 kW), el barco era capaz de alcanzar una velocidad máxima de 20 nudos (37 km/h; 23 mph). Sus calderas de carbón, cuyo número y tipo se desconocen, estaban canalizadas en tres embudos. Tenía una capacidad de almacenamiento de carbón de 1.200 t (1.181 toneladas largas). Su tripulación contaba con 497 oficiales y soldados, y estaba equipada con dos mástiles que contaban con cofas de combate.
El barco estaba armado con una batería principal de diez cañones TR Gonzales de Rueda de 15 cm (5,9 pulgadas) que fueron fabricados por Schneider-Creusot. Cuatro estaban montados en torretas gemelas, una montada en cada extremo del barco, y el resto en casamatas en la cubierta superior. Los cañones de las torretas se transportaban en soportes individuales, lo que les permitía elevarlos y dispararlos de forma independiente. Se les suministraron proyectiles perforantes de 40 kg (88 lb) a una velocidad inicial de 800 m/s (2600 pies/s). Su batería secundaria constaba de doce cañones de 6 libras y un par de 1 libra. También llevaba ocho ametralladoras. Su armamento se completaba con tres tubos lanzatorpedos. El Reina Regente estaba protegido por una plataforma blindada de 89 mm (3,5 pulgadas) de espesor. Su torre de mando estaba protegida por el mismo grosor de la placa de blindaje. Los escudos de los cañones de 15 cm tenían un grosor de 76 mm (3 pulgadas).

## Historial

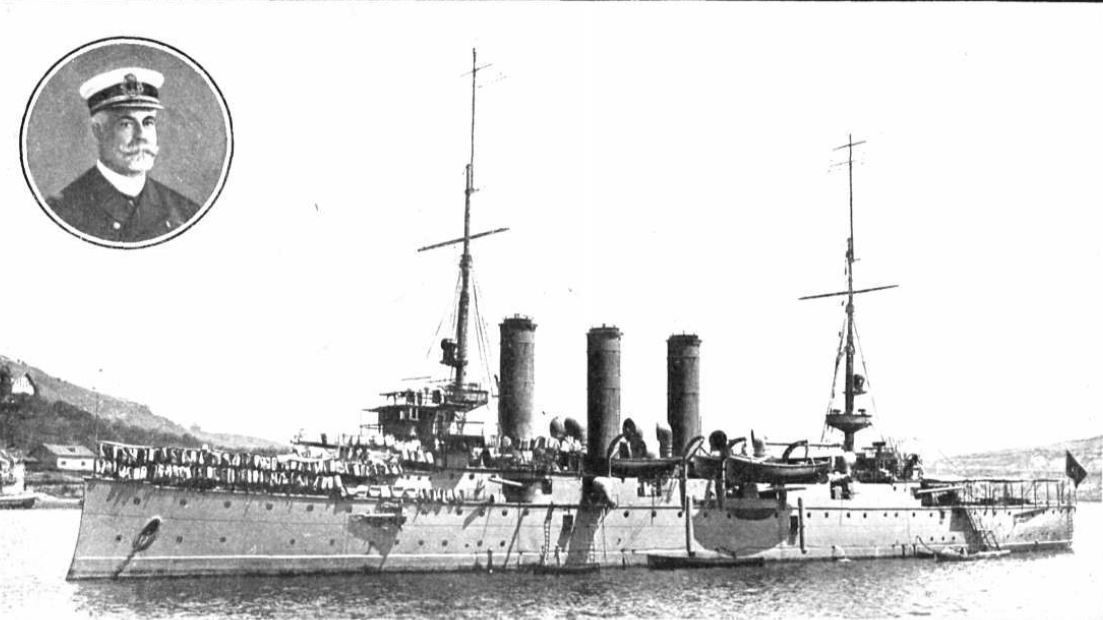
Fotografías del crucero español Reina Regente y de su capitán, Augusto Miranda y Godoy, publicadas en 1912 con motivo de la avería que sufrió la nave cerca de la desembocadura del río Kert (Marruecos) y que hizo temer por la pérdida del buque.

Su primer comandante fue el Capitán de Navío D. Gabriel Rodríguez Marbán, natural de Valladolid con residencia en Puerto Real (Cádiz) al igual que su familia. En junio de 1911, fue enviado a Gran Bretaña en representación de la monarquía española, para participar en la revista naval celebrada en Spithead, con motivo de la coronación del rey Jorge V. En julio, desde Santander dio escolta al Giralda, que llevaba a bordo al Rey Alfonso XIII hasta Inglaterra donde participó en las regatas de Cowes, regresando en agosto. Tomo posteriormente parte en las operaciones del norte de África, en las que llevó a cabo diversos bombardeos contra las cabilas rifeñas insurgentes.
En enero de 1912, sufrió una importante avería cuando se encontraba en las proximidades de la desembocadura del río Kert; al saltar la tapa de un Kingston (válvula de fondo empleada para la toma de agua de mar, para descarga o inundación rápida de la nave) de la sala de máquinas de estribor. Con la ayuda del cañonero Laya, se evitó el hundimiento del buque al embarrancarlo en una playa cercana; dirigiéndose más tarde a Cartagena para ser reparado escoltado por el crucero acorazado Princesa de Asturias.
A finales de 1912, fue enviado a la conflictiva zona de los Balcanes, donde el estallido de la guerra greco-turca había creado fuertes tensiones, para proteger a los súbditos españoles establecidos en Turquía, quedando estacionado el 13 de noviembre frente a Constantinopla.
A mediados de 1913, fue destinado de nuevo al norte de África, donde participó en misiones de patrulla y castigo de las cabilas rifeñas rebeldes del litoral.
En junio de 1913, bombardeo los restos del cañonero Concha, encallado en la costa marroquí para evitar que cayeran estos en manos de las cabilas.
A partir de 1914 fue empleado como buque escuela de guardiamarinas de la Escuela Naval, realizando diversas travesías, limitadas durante la Primera Guerra Mundial al litoral peninsular e Islas Canarias.
A partir de 1915, experimento una serie de deficiencias en sus máquinas, obligándolo a frecuentar los astilleros para ser reparado.
En octubre de 1918, en el curso de un viaje de instrucción, el buque quedó a la deriva y tuvo que ser remolcado a puerto por el crucero Reina Victoria Eugenia. En los años siguientes, realizó diversos viajes de instrucción por el Mediterráneo y el Atlántico, pero siempre a velocidad reducida.
A partir de 1921, fue destinado de nuevo a patrullar en las aguas marroquíes, donde efectuó varias acciones bélicas. En 1922 fue asignado a la zona de Canarias.
En 1924 entró en la base naval del Arsenal de La Carraca (Cádiz) para ser sometido a trabajos de carenaje, el mal estado en que se encontraban sus máquinas y calderas desaconsejaron cualquier trabajo.
En 1926 fue dado de baja de la Armada Española.
En 1929 se vendió, por 535 000 pesetas, para chatarra.